# Horch

Das Horch-Markenzeichen von 1904–1924

Horch-Markenzeichen ab Juni 1924: Das von Ernst Böhm entworfene gekrönte „H“

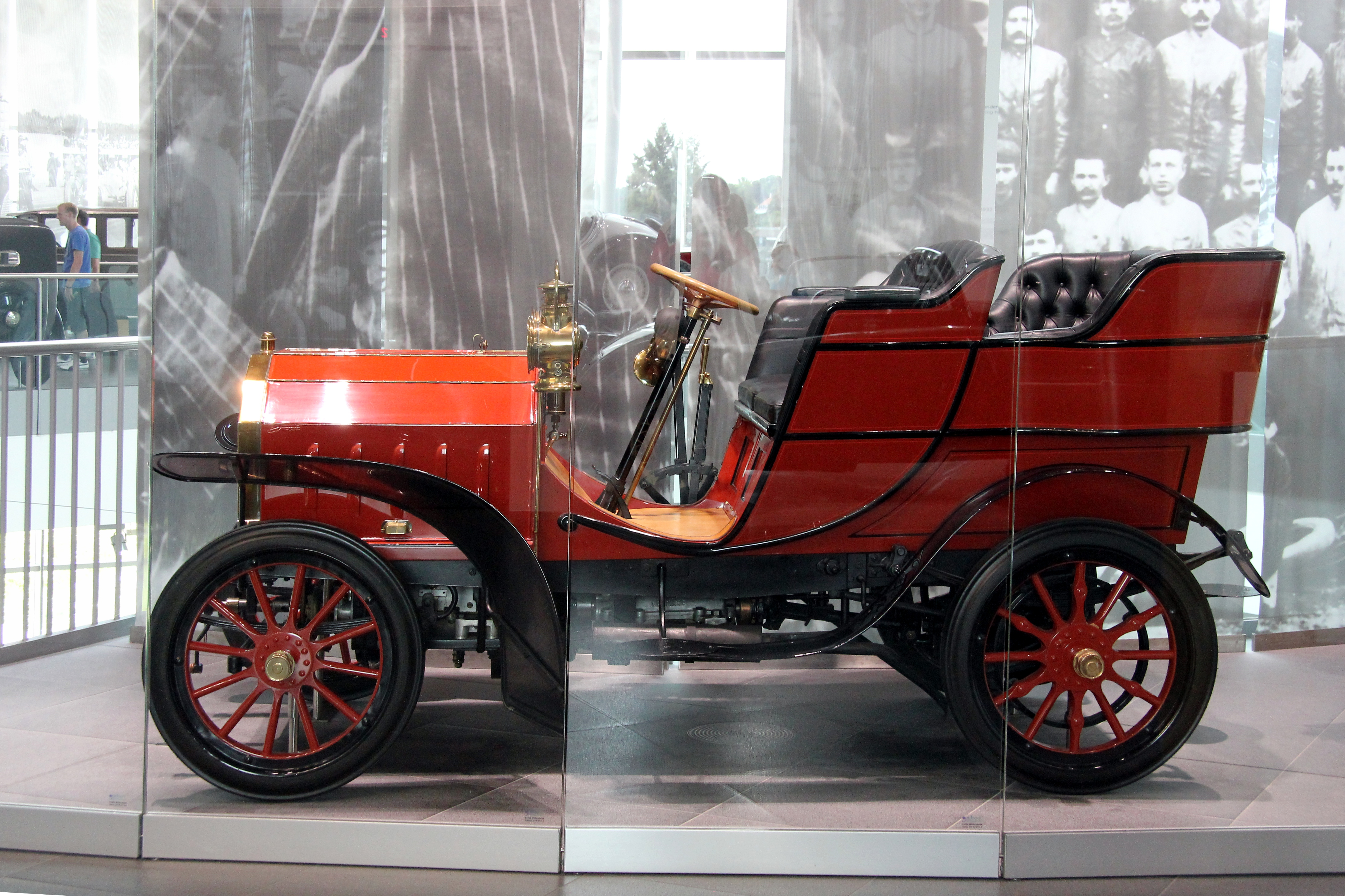
Horch Tonneau, Baujahr 1903

Die Horch-Pkw waren im Deutschen Reich der 1930er Jahre die meistverkauften Wagen in der Oberklasse. Das in Zwickau 1904 von August Horch gegründete Unternehmen baute ab 1927 nur noch Pkw mit Achtzylindermotoren, davon über 13.900 Horch 8 bzw. 850 mit bis zu 5-Liter-Reihenmotoren und ab 1933 mehr als 11.600 Horch 830/930 mit den kleineren V-Motoren. Horch-Pkw waren mit großem Abstand Marktführer vor den Mercedes- oder Maybach-Wagen und die Horch 600/670 waren neben dem Maybach Zeppelin DS 8 die einzigen deutschen Pkw mit Zwölfzylindermotor.
Das Werk gehörte ab Juni 1932 zur Auto Union AG mit Sitz in Chemnitz. Diese begann im Jahr darauf in Zwickau mit der Entwicklung und Fertigung ihrer Grand-Prix-Wagen. Die bei Horch gebauten Auto-Union-Rennwagen errangen zahlreiche Siege. Einer der bedeutendsten Industrieformgestalter des Unternehmens war Günther Mickwausch.
Kriegsbedingt mussten alle deutschen Fahrzeughersteller im Herbst 1940 die Produktion ziviler Pkw einstellen. Zusammen mit dem benachbarten Werk Audi des Auto-Union-Konzerns war Horch mit Rüstungsproduktionen ausgelastet und setzte dafür auch Zwangsarbeiter ein.
Nach Kriegsende gehörte Zwickau zur sowjetischen Besatzungszone. Nach dem Abtransport von Maschinen im Rahmen von Reparationsleistungen wurden die dort gelegenen Werke der Auto Union AG aufgrund des Volksentscheids in Sachsen 1946 verstaatlicht. Anfang Mai 1958 entstand aus der Fusion des Volkseigenen Betriebes Sachsenring Kraftfahrzeug- und Motorenwerke Zwickau (bis Februar 1957: VEB Horch Kraftfahrzeug- und Motorenwerke Zwickau) mit dem VEB Automobilwerk Zwickau (AWZ, bis 1955: VEB Kraftfahrzeugwerk Audi Zwickau) der VEB Sachsenring Automobilwerke Zwickau, Hersteller des bis Ende April 1991 gebauten Kleinwagens Trabant.
Auf dem ehemaligen Horch-Gelände an der Crimmitschauer Straße in Zwickau befindet sich heute u. a. die Sachsenring Karosseriemodule GmbH. Für den 1914/15 gebauten und unter Denkmalschutz stehenden Horch-Hochbau ist noch keine neue Verwendung gefunden worden.
Im Jahr 2021 griff Audi die Modellbezeichnung Horch wieder für eine besonders luxuriös ausgestattete Version des A8 D5 auf. Das Modell ist nur für den chinesischen Markt vorgesehen und steht in Konkurrenz zur Mercedes-Maybach S-Klasse.

## Unternehmensgeschichte

### Gründungsjahre

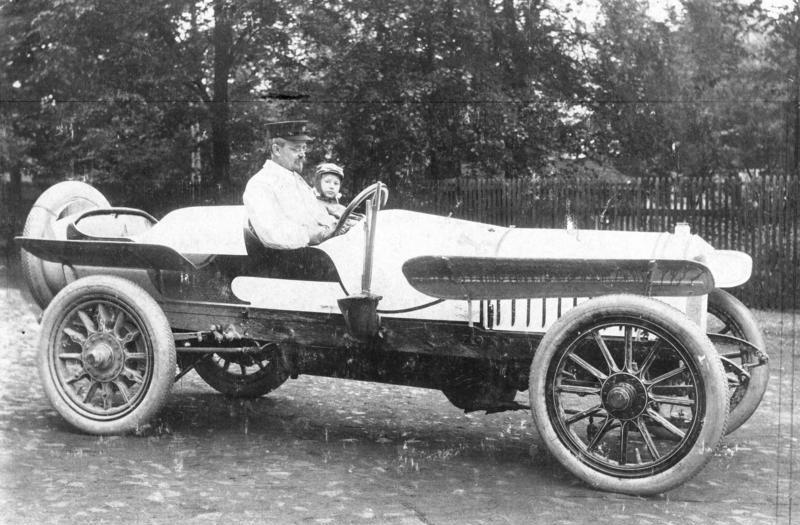
August Horch im Typ 11/22 PS (Karosserie von Kathe, Halle a d. Saale) für die Prinz-Heinrich-Fahrt, 1908

August Horch machte von 1888 bis 1890 eine Schmiedelehre bei Benz & Cie. in Mannheim und absolvierte danach eine Ingenieurausbildung am Technikum Mittweida. Am 14. November 1899 gründete er mit dem Geschäftsmann Salli Herz in Köln-Ehrenfeld das Unternehmen A. Horch & Cie. auf dem Gelände Venloer Straße 295, wo er in einem ehemaligen Pferdestall zunächst Benz-Motorwagen reparierte. Ab Juli 1900 entstand der erste eigene Wagen („Modell 1“), der im Januar 1901 mit einer spektakulären, nicht ganz pannenfreien Jungfernfahrt in Köln vorgestellt wurde. Eine Expansion seines Unternehmens stieß in dieser Zeit auf räumliche und finanzielle Grenzen.
Mit finanzieller Unterstützung von Moritz Bauer (Plauen) beteiligte sich dessen Maschinenbauunternehmen Bauer & Lange an Horchs Werk, was im März 1901 zum Umzug nach Reichenbach im Vogtland führte. Hier stellte sich bald heraus, dass die ansässige Unternehmerschaft eine Erweiterung von Horchs Betrieb missbilligte. Mit neuen Investoren, allesamt Unternehmer, die sich 1903 im Sächsisch-Thüringischen Automobil-Club mit dem Zwickauer Stadtrat Friedrich Paul Fikentscher an der Spitze zusammengefunden hatten, zog August Horch mit seinem Unternehmen nach Zwickau und wandelte es in eine Aktiengesellschaft um, die am 10. Mai 1904 mit der Firma August Horch & Cie. Motorwagenwerke AG beim Amtsgericht Zwickau ins Handelsregister eingetragen wurde.
Im Jahr 1906, als in Zwickau eine große Gewerbe- und Industrieausstellung stattfand, gewann der ortsansässige Rechtsanwalt Rudolf Stöss auf einem Wagen von Horch die Herkomer-Konkurrenz, die mit der heutigen Rallye-Markenweltmeisterschaft vergleichbar ist. Horch-Automobile zeichneten sich in Folge durch Qualität, Luxus und technischen Fortschritt aus.

### Gründung von Audi

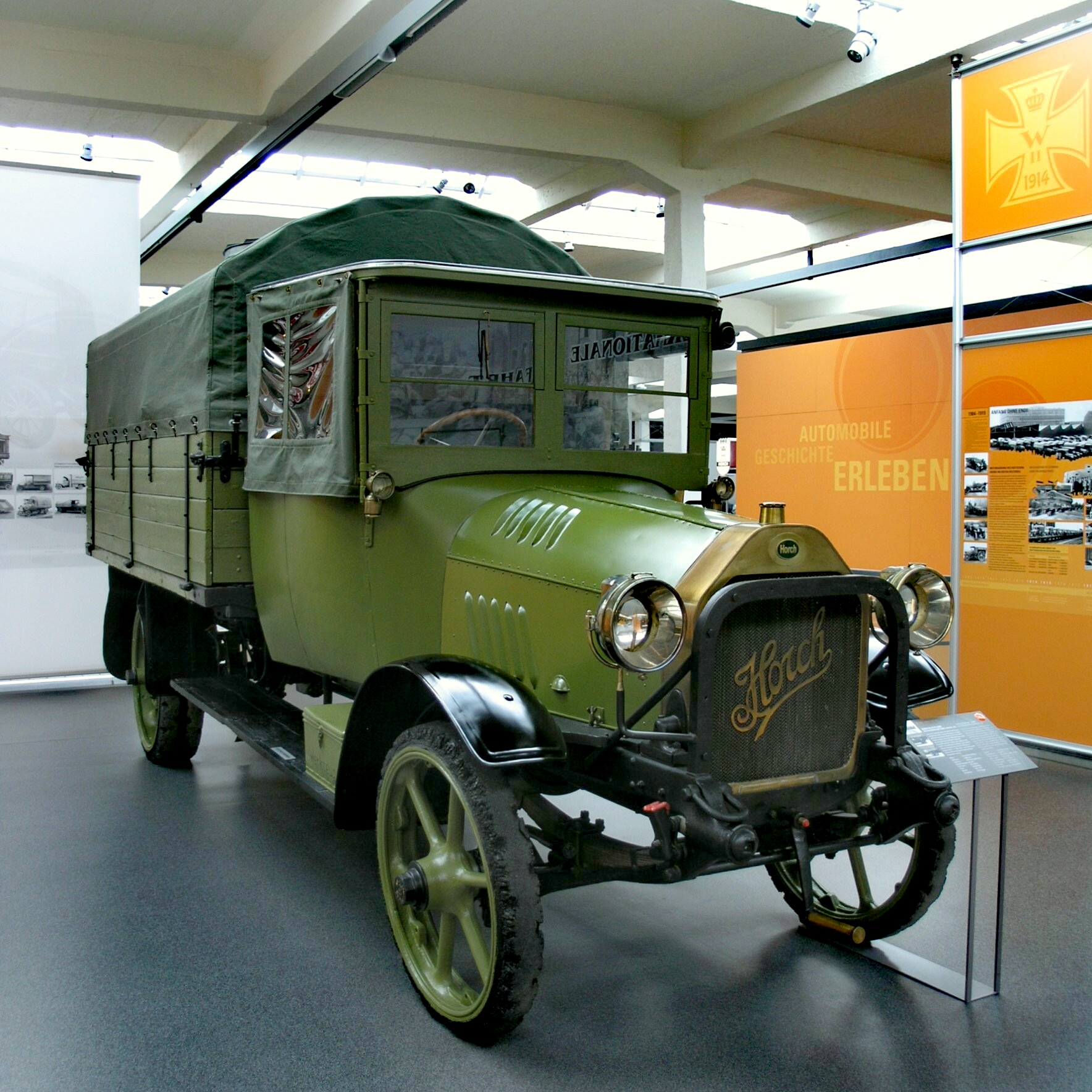
Horch KL, 25 PS (1916)

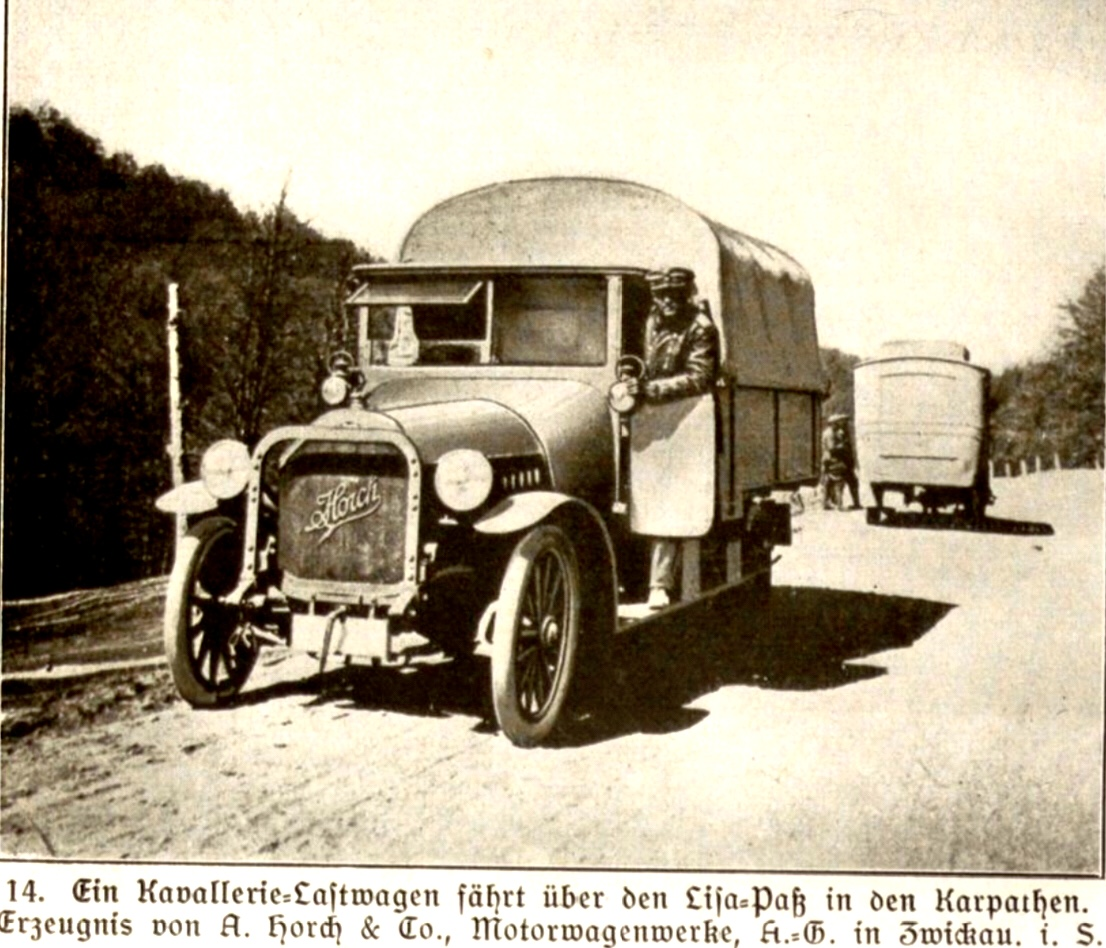
Horch (1916)

Wegen Streitigkeiten mit dem Finanzvorstand musste August Horch das von ihm gegründete Unternehmen verlassen. Er gründete mit befreundeten Investoren aus dem Bezirk der Kreishauptmannschaft Zwickau am 16. Juli 1909 in Zwickau die August Horch Automobilwerke GmbH. Mit seinem ehemaligen Unternehmen kam es dann zu einem Rechtsstreit um die Marke „Horch“, diesen verlor August Horch in letzter Instanz vor dem Reichsgericht in Leipzig.
Daraufhin erfand ein Zwickauer Gymnasiast aus der befreundeten Unternehmerfamilie Fikentscher den Markennamen Audi – die Übersetzung des Imperativs „horch!“ oder „höre!“ ins Lateinische. Am 25. April 1910 wurde August Horchs neues Unternehmen in Audi Automobilwerke GmbH umbenannt und 1915 unter der verkürzten Firma Audiwerke AG in eine Aktiengesellschaft umgewandelt. Die August Horch & Cie. Motorwagenwerke AG änderte im Jahr 1918 die Firma in Horchwerke AG.

### Fusion zur Auto Union AG

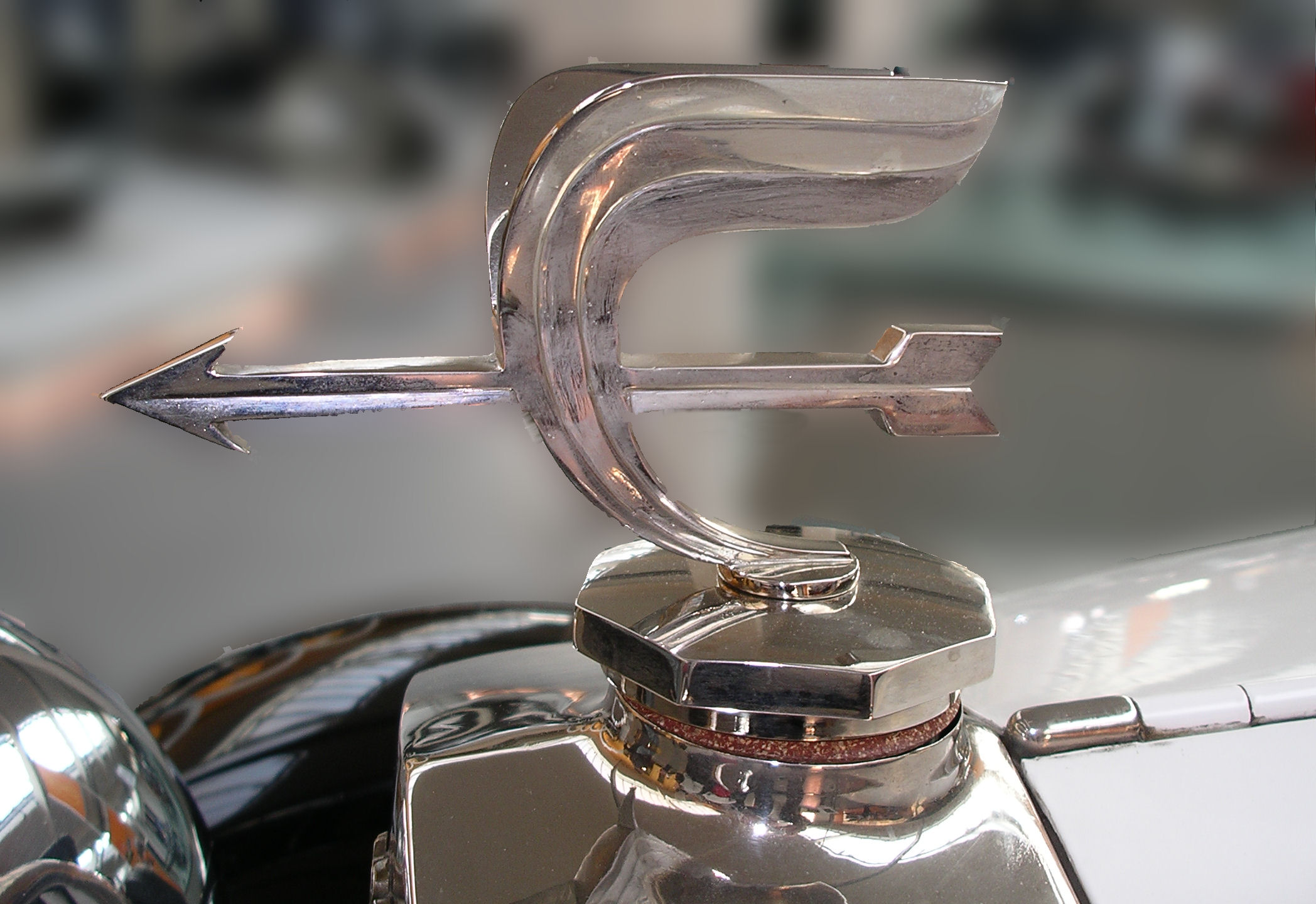
O. H. W. Hadanks geflügelter Pfeil (hier die zweite Ausführung mit geschwungener Stütze) war nur rund zwei Jahre Horch-Kühlerfigur.

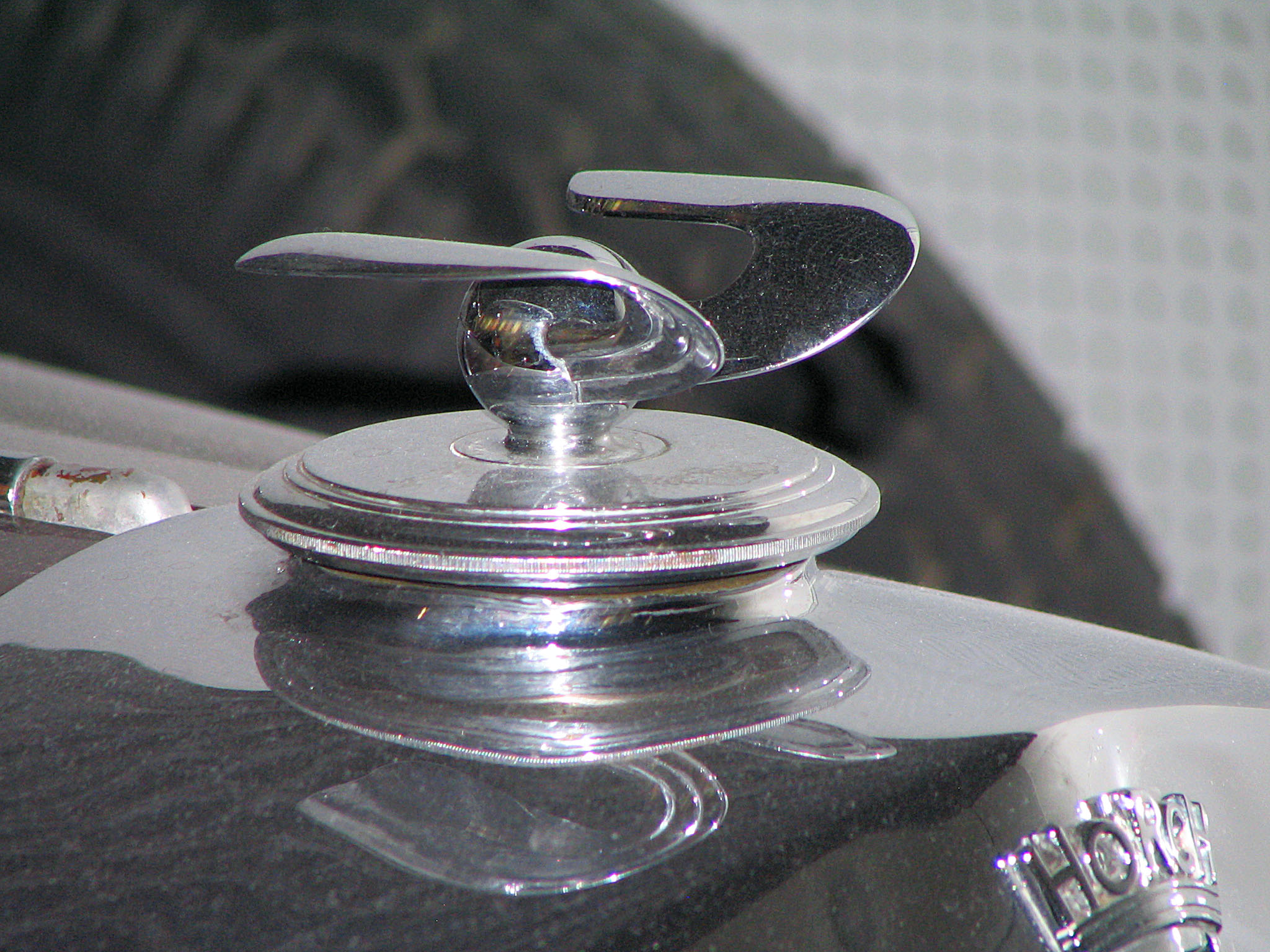
Die von Ernst Böhm entworfene Weltkugel löste 1929 den Pfeil als Horch-Kühlerfigur ab.

In den 1920er Jahren übernahm Moritz Straus, Eigentümer der Argus Motoren Gesellschaft in Berlin, die Aktienmehrheit der Horchwerke AG. Argus-Chefkonstrukteur Paul Daimler, der älteste Sohn des Stuttgarter Autopioniers Gottlieb Daimler, der im väterlichen Unternehmen kaum Raum für seinen Entwicklungsdrang fand, stellte 1926 den Horch 12/60 PS (Typ 303) vor – das erste deutsche Serienfahrzeug mit Achtzylindermotor. Ab 1925 lieferte die Horchwerke AG pro Jahr durchschnittlich 1300 Fahrzeuge aus, die für ihre Laufruhe gerühmt wurden:

„Bei laufendem Motor bleiben Bleistift oder Münze aufrecht auf der Kühlerhaube stehen.“

Im April 1929 gab die Horchwerke AG bekannt, dass sie ihre bisherige Berliner Verkaufsniederlassung an der Straße Unter den Linden aufgeben und auf das Grundstück Lennéstraße 2 umziehen, in Räumlichkeiten, die nach Entwürfen des Architekten Bruno Paul eingerichtet wurden.
Nachdem Paul Daimler die Argus Motoren Gesellschaft verlassen hatte, wurde im Herbst 1929 Fritz Fiedler Chefkonstrukteur in Zwickau. Er entwickelte den Zwölfzylindermotor des 1931 in Paris vorgestellten Horch 670 mit Doppel-Fallstromvergaser, Ansauggeräuschdämpfer, Schnellgang-Synchrongetriebe, pneumatisch-hydraulischer Servobremse, Frischluftheizung, beleuchtetem Kartentisch, Vierrad-Wagenheber, Diebstahlsicherung und einigem mehr.
|  |  |  |  |  |  |  |  |  |  |  |  |  |  |  |  |  |  |  |  |  |  |  |  |  |  |  |  |  |  |
|  |  |  |  |  |  |  |  |  |  |  |  |  |  |  |  |  |  |  |  |  |  |  |  |  |  |  |  |  |  |
|  |  |  |  |  |  |  |  |  |  |  |  |  |  |  |  |  |  |  |  |  |  |  |  |  |  |  |  |  |  |

|  |  |  |  |  |  |

Auf Initiative der Sächsischen Staatsbank erfolgte im Juni 1932 der Zusammenschluss von Horch, Audi, DKW und der Autosparte der Wanderer-Werke zur Auto Union AG – zunächst mit Sitz in Zschopau, ab 1936 in Chemnitz. Horch hatte 1932 in der Klasse über 4,2 Litern Hubraum einen Zulassungsanteil von rund 44 Prozent.

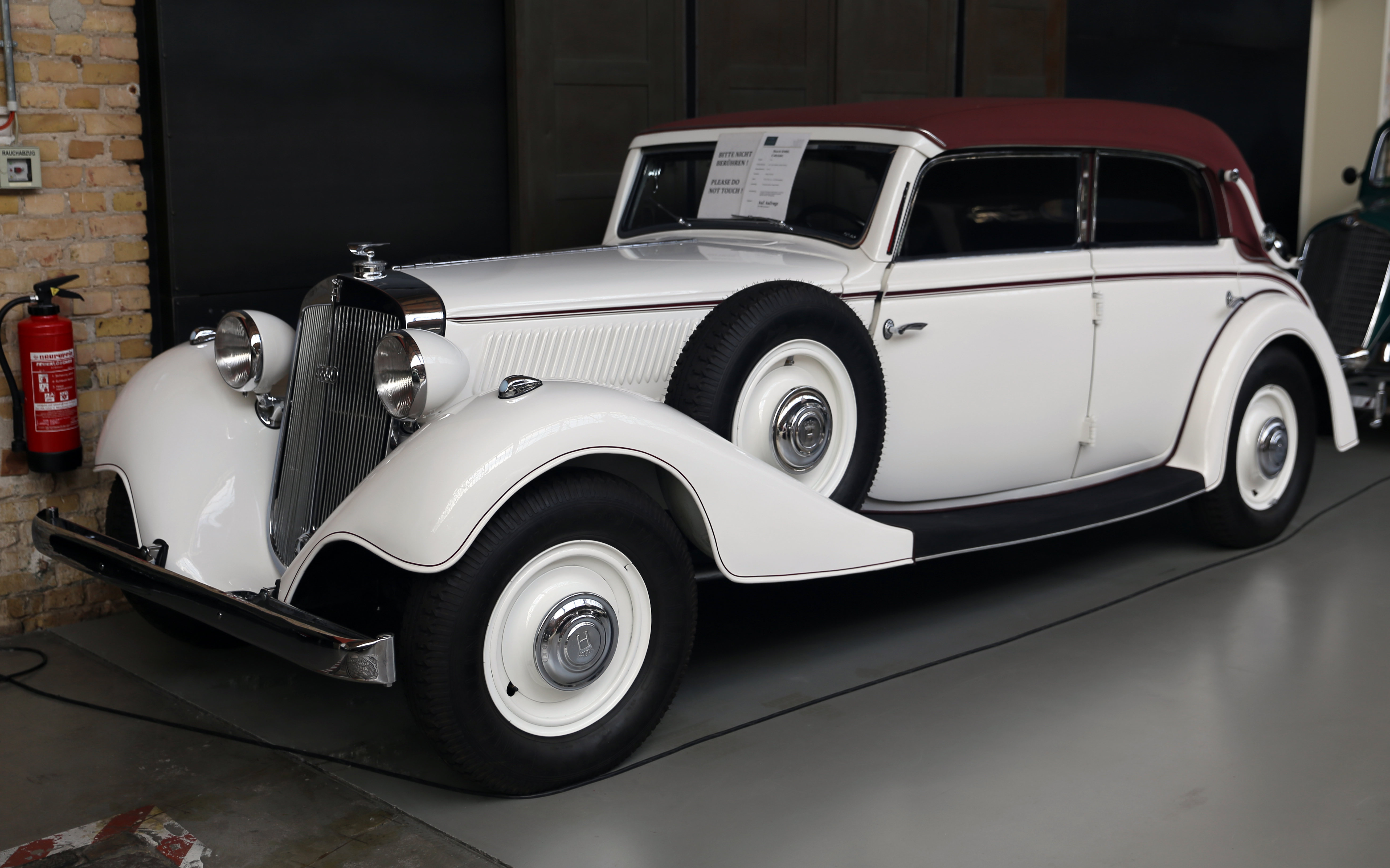
Horch 830BL (1936)

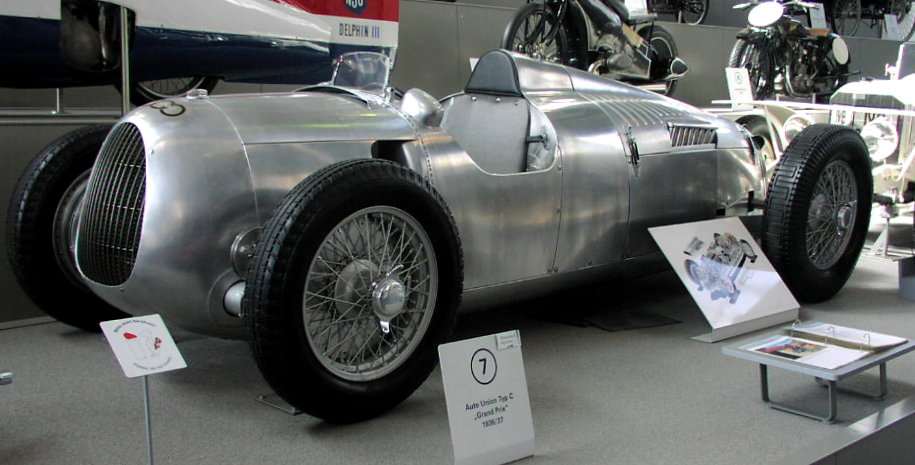
Auto-Union Typ C (1936)

Unter dem Dach der Auto Union AG wurden alle vier Marken weitergeführt, was mit dem Signet der vier ineinander verschlungenen Ringe zum Ausdruck kam. Die bei Horch hergestellten Automobile der Luxusklasse genossen hohes gesellschaftliches Prestige und hatten in den 1930er Jahren einen Marktanteil von über 50 Prozent, womit sie die Spitzenposition unter den Wettbewerbern in Deutschland besetzten. Die in der Rennabteilung von Horch zwischen 1934 und 1939 entwickelten und gefertigten Auto-Union-Rennwagen Typ A bis D sind weltbekannte Spitzenprodukte der Automobil-Renngeschichte:

„Es war der hohe Standard in der Serienfertigung der Automobilproduktion, der den so erfolgreichen Bau und Einsatz eines absoluten Spitzenproduktes der Kraftfahrzeugtechnik erlaubte, die der Rennwagen der Auto Union zweifellos war.“

Bereits kurz nach Kriegsbeginn war der Auto-Union-Konzern fast ausschließlich mit der Herstellung von Rüstungsgütern für die Wehrmacht ausgelastet. Die einzelnen Werke bauten nur noch wenige zivile Fahrzeuge. Horch war Zulieferer für den Flugmotorenbau der Auto-Union-Tochtergesellschaft Mitteldeutsche Motorenwerke in Taucha bei Leipzig und stellte hauptsächlich mittlere und schwere Einheits-PKW der Wehrmacht her. Nach dem Ende der Fertigung dieser Allrad-Pkw im Jahr 1943 wurden im Horch-Werk bis 1945 Fahrgestelle für den von Hanomag entwickelten mittleren Schützenpanzer Sd.Kfz. 251 Typ Hkl6p gebaut. Auf gleicher Basis entstanden die 3-Tonnen-Halbketten-Zugkraftwagen Sd.Kfz. 11. Das Horch-Zweigwerk an der Dorotheenstraße begann nach einjährigen Vorbereitungen im Herbst 1940 – zusammen mit Borgward in Bremen – mit der Montage elektrisch angetriebener Torpedos des Typs G7e (Deckname: „Gerät 20“). Bis zur Besetzung Zwickaus durch die 3. US-Armee Mitte April 1945 entstanden im Horch-Werk 16198 Torpedos. Das benachbarte Audi-Werk stellte u. a. den Allrad-Lkw Steyr 1500A als Lizenzbau her. Zur Unterbringung der in den beiden Zwickauer Werken eingesetzten Zwangsarbeiter wurde im Sommer 1944 in Zwickau ein Außenlager des KZ Flossenbürg aufgebaut.

### Neuzulassungen von Horch-Pkw im Deutschen Reich von 1933 bis 1938
| Jahr | Zulassungszahlen |
| ---- | ---------------- |
| 1933 | 1268             |
| 1934 | 1534             |
| 1935 | 2029             |
| 1936 | 2014             |
| 1937 | 2024             |
| 1938 | 2223             |

Quelle:

### Nachkriegszeit

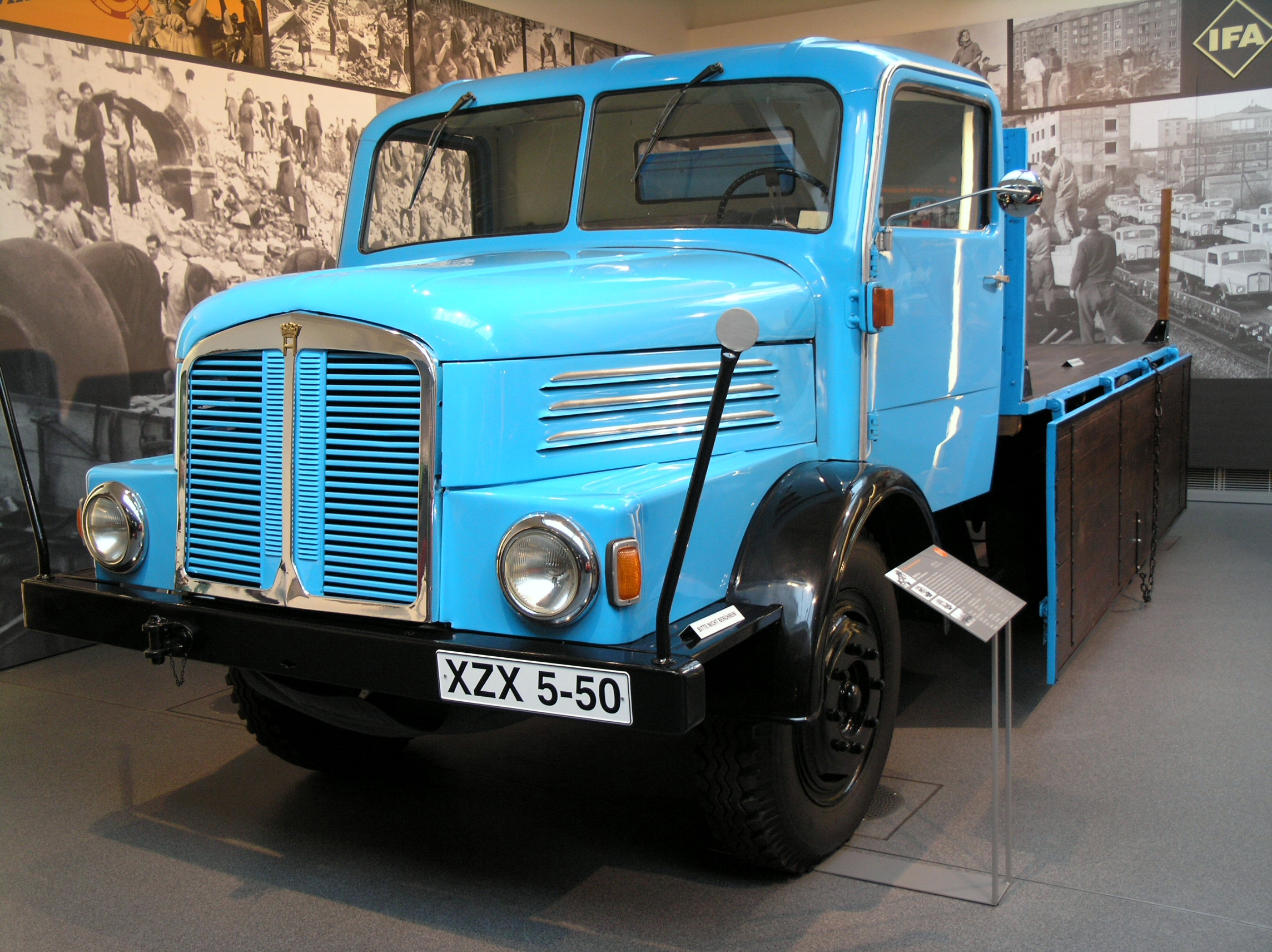
Horch H3A, 3,5 Tonnen (1954)

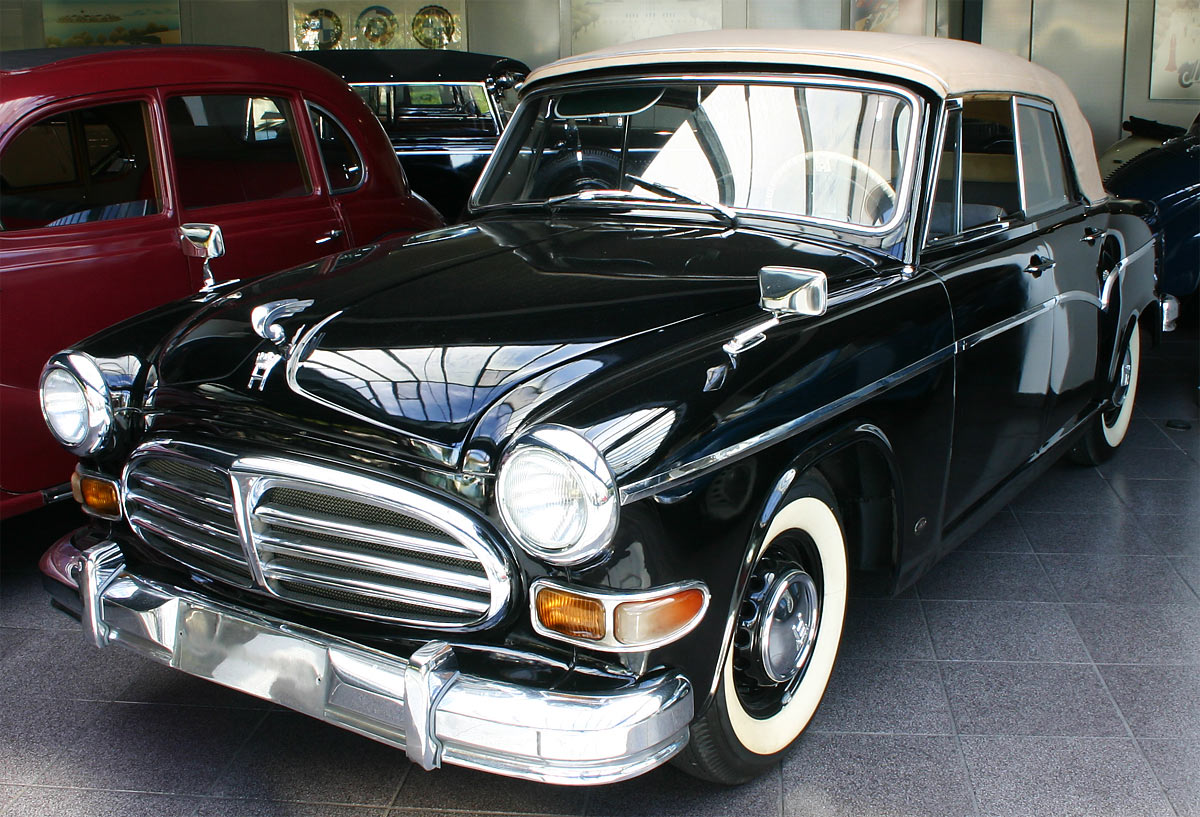
Horch P 240 Cabriolet (1956)

Gegen Ende des Zweiten Weltkriegs beschädigten Luftangriffe auf Zwickau das Horch-Werk stark. Dennoch wurde bereits 1945 mit der Herstellung des 0,5-Tonnen SAW Horch Aufbauwagens die Fahrzeugproduktion wieder aufgenommen. Zur Herstellung dieses meist als Anhänger oder Handwagen ausgeführten Fahrzeugs wurden hauptsächlich Reste aus der Produktion des Fahrgestells H kl 6p verwendet. Einer breiteren Öffentlichkeit wurden diese ersten Horch-Fahrzeuge der Nachkriegszeit zum 1. Mai 1946 vorgestellt. Nach der Enteignung der Auto Union AG nahm 1948 der VEB Horch Kraftfahrzeug- und Motorenwerke Zwickau die Produktion von Traktoren vom Typ RS01 und Lastkraftwagen vom Typ H3 wieder auf. Zudem entstanden in dieser Zeit aus Restteilen mehrere PKW verschiedener Vorkriegs-Baureihen, vor allem für die sowjetische Besetzungsmacht. Im Jahr 1950 begann die Produktion des Nachfolgers IFA H3A, für den man basierend auf Konstruktionszeichnungen der VOMAG einen neuen Dieselmotor entwickelt hatte und auch selbst produzierte. In diesem Zusammenhang wurde auch die Entwicklung und Produktion eines Sechszylinder-Dieselmotors für den IFA H6 aufgenommen, die jedoch schon 1954 in das Dieselmotorenwerk Schönebeck verlegt wurde.
Der 1954 bei Horch entwickelte und dann in Serie produzierte Pkw Sachsenring P 240 war zehn Jahre nach dem Zweiten Weltkrieg wieder ein Oberklasse-Auto auf höchstem technischen und gestalterischem Niveau. Im Februar 1957 gab es erneut eine Änderung der Firma in VEB Sachsenring Kraftfahrzeug- und Motorenwerke Zwickau, da die Ende 1949 in Westdeutschland neu gegründete Auto Union GmbH erfolgreich gegen die weitere Nutzung der Marke „Horch“ geklagt hatte.
Ein SED-Parteibeschluss führte am 1. Mai 1958 zur Fusion mit dem VEB Automobilwerk Zwickau (AWZ) (dem vormaligen Audi-Werk) zum VEB Sachsenring Automobilwerke Zwickau. Fortan zierte die letzte eigene Entwicklung von Horch, den Sachsenring P 240, statt des gekrönten H ein geschwungenes S (S als Markenzeichen für Sachsenring). So wurden die ehemaligen Werke der beiden von August Horch gegründeten Unternehmen vereinigt, während die neu gegründete Auto Union GmbH in der Bundesrepublik die Rechtsnachfolge beanspruchte. Zugunsten der Produktion des Trabant wurden Motorenbau, Lkw- und Luxuswagenproduktion an diesem Standort bis Mitte der 1960er Jahre schrittweise beendet.
Heute befindet sich auf einem Teil des ehemaligen Zwickauer Audi-Werks das August Horch Museum, ein Ankerpunkt der Europäischen Route der Industriekultur. Das gekrönte H, das Markenzeichen von Horch, ist eine beim Deutschen Patent- und Markenamt München eingetragene Marke, deren Rechte die Volkswagen AG (VW) besitzt. Allerdings hat die Daimler-Benz AG, die 1958–1966 Eigentümerin der Auto Union GmbH war, bei deren Verkauf an VW untersagt, das Horch-Markenzeichen zu verwenden.

### „Der letzte Horch“
1953 bauten Mitarbeiter des Ingolstädter Auto-Union-Werks auf dem Fahrgestell einer Vorkriegs-Pullman-Limousine vom Typ Horch 830 BL in Handarbeit eine Karosserie für ein Einzelstück auf, das dem damaligen Geschäftsführer Richard Bruhn zu Repräsentationszwecken übergeben wurde. Dieser einzige jemals in Ingolstadt gebaute sogenannte Bruhn-Horch stand nach seiner Wiederentdeckung in den USA bis vor einigen Jahren in Ingolstadt im Audi museum mobile und wird nun restauriert. Das Horch-Werk in Zwickau brachte unterdessen 1955 unter der Modellbezeichnung Horch P 240 Sachsenring noch ein letztes Serienmodell heraus, das nach dem Markenrechtsstreit von 1957 mit der in Ingolstadt neu gegründeten Auto-Union GmbH ab Anfang 1958 nur noch unter der Modellbezeichnung Sachsenring P240 weiterproduziert werden durfte.

## Pkw-Modelle
| Typ                                      | Bauzeitraum | Motorbauform | Hubraum         | Leistung        | Höchstgeschwindigkeit | Bild                               |
| ---------------------------------------- | ----------- | ------------ | --------------- | --------------- | --------------------- | ---------------------------------- |
| 04–15 PS                                 | 1900–1903   | R2           |                 | 02,9–3,7 PS     | 060 km/h              |                                    |
| 10–16 PS                                 | 1902–1904   | R2           |                 | 07,4–8,8 PS     | 062 km/h              |                                    |
| 22–30 PS                                 | 1903        | R4           | 2.725 cm³       | 16,2–18,4 kW    |                       |                                    |
| 14–20 PS                                 | 1905–1910   | R4           | 2.270 cm³       | 10,3–12,5 kW    |                       |                                    |
| 18/25 PS                                 | 1904–1909   | R4           | 2.725 cm³       | 16,2 kW         |                       |                                    |
| 23/50 PS                                 | 1905–1910   | R4           | 5.800 cm³       | 29 kW           | 100 km/h              |                                    |
| 26/65 PS                                 | 1907–1910   | R6           | 7.800 cm³       | 44 kW           | 120 km/h              |                                    |
| 25/60 PS                                 | 1909–1914   | R4           | 6.395 cm³       | 40 kW           | 110 km/h              |                                    |
| 10/30 PS                                 | 1910–1911   | R4           | 2.660 cm³       | 18,4 kW         |                       |                                    |
| K (12/30 PS)                             | 1910–1911   | R4           | 3.177 cm³       | 20,6 kW         | 075 km/h              |                                    |
| 15/30 PS                                 | 1910–1914   | R4           | 2.608 cm³       | 22 kW           | 080 km/h              |                                    |
| H (17/45 PS)                             | 1910–1919   | R4           | 4.240 cm³       | 33 kW           |                       |                                    |
| 06/18 PS                                 | 1911–1920   | R4           | 1.588 cm³       | 13,2 kW         |                       |                                    |
| 08/24 PS                                 | 1911–1922   | R4           | 2.080 cm³       | 17,6 kW         | 070 km/h              |                                    |
| O (14/40 PS)                             | 1912–1922   | R4           | 3.560 cm³       | 29 kW           | 090 km/h              |                                    |
| Pony (5/14 PS)                           | 1914        | R4           | 1.300 cm³       | 11 kW           |                       |                                    |
| 25/60 PS                                 | 1914–1920   | R4           | 6.395 cm³       | 44 kW           | 110 km/h              |                                    |
| 18/50 PS                                 | 1914–1922   | R4           | 4.710 cm³       | 40 kW (55 PS)   | 100 km/h              |                                    |
| S (33/80 PS)                             | 1914–1922   | R4           | 8.494 cm³       | 59 kW           |                       |                                    |
| 10 M 20 (10/35 PS)                       | 1922–1924   | R4           | 2.612 cm³       | 25,7 kW         | 080 km/h              |                                    |
| 10 M 25 (10/50 PS)                       | 1924–1926   | R4           | 2.612 cm³       | 37 kW           | 095 km/h              |                                    |
| 8 Typ 303/304 (12/60 PS)                 | 1926–1927   | R8           | 3.132 cm³       | 44 kW           | 100 km/h              |                                    |
| 8 Typ 305/306 (13/65 PS)                 | 1927–1928   | R8           | 3.378 cm³       | 48 kW           | 100 km/h              |                                    |
| 8 Typ 350/375/400/405 (16/80 PS)         | 1928–1931   | R8           | 3.950 cm³       | 59 kW           | 100 km/h              |                                    |
| 8 3 Liter Typ 430                        | 1931–1932   | R8           | 3.009–3.137 cm³ | 48 kW (65 PS)   | 100 km/h              |                                    |
| 8 4 Liter Typ 410/440/710                | 1931–1933   | R8           | 4.014 cm³       | 59 kW (80 PS)   | 100–110 km/h          |                                    |
| 8 4,5 Liter Typ 420/450/470/720/750/750B | 1931–1935   | R8           | 4.517 cm³       | 66 kW (90 PS)   | 115 km/h              |                                    |
| 8 5 Liter Typ 480/500/500A/500B/780/780B | 1931–1935   | R8           | 4.944 cm³       | 74 kW (100 PS)  | 120–125 km/h          |                                    |
| 12 6 Liter Typ 600/670                   | 1931–1934   | V12          | 6.021 cm³       | 88 kW (120 PS)  | 130–140 km/h          | Horch 670 Zwölfzylinder (1932)     |
| 830                                      | 1933–1934   | V8           | 3.004 cm³       | 51 kW (70 PS)   | 110–115 km/h          |                                    |
| 830B                                     | 1935        | V8           | 3.250 cm³       | 51 kW (70 PS)   | 115 km/h              |                                    |
| 830Bk/830BL                              | 1935–1936   | V8           | 3.517 cm³       | 55 kW (75 PS)   | 115–120 km/h          |                                    |
| 850/850 Sport                            | 1935–1937   | R8           | 4.944 cm³       | 74 kW (100 PS)  | 125–130 km/h          |                                    |
| 830BL/930V                               | 1937–1938   | V8           | 3.517 cm³       | 60 kW (82 PS)   | 120–125 km/h          | Horch 930 V Phaeton (1939)         |
| 830BL/930V                               | 1938–1940   | V8           | 3.823 cm³       | 67,6 kW (92 PS) | 125–130 km/h          |                                    |
| 851/853/853A/855/951/951A                | 1937–1940   | R8           | 4.944 cm³       | 74 kW (100 PS)  | 125–140 km/h          | Horch 853 A Sport-Cabriolet (1938) |